# Gmina Sobków
Die Gmina Sobków ist eine Stadt-und-Land-Gemeinde im Powiat Jędrzejowski der Woiwodschaft Heiligkreuz in Polen. Ihr Sitz ist die gleichnamige Stadt, die zum 1. Januar 2025 ihre 1870 entzogenen Stadtrechte zurückerhielt.

## Gliederung
Zur Stadt-und-Land-Gemeinde (gmina miejsko-wiejska) Sobków gehören folgende 25 Dörfer mit einem Schulzenamt:
Bizoręda
Brzegi
Brzeźno
Choiny
Chomentów
Jawór
Karsy
Korytnica
Lipa
Miąsowa
Mokrsko Dolne
Mokrsko Górne
Mzurowa
Niziny
Nowe Kotlice
Osowa
Sobków
Sokołów Dolny
Sokołów Górny
Staniowice
Stare Kotlice
Szczepanów
Wierzbica
Wólka Kawęcka
Żerniki
Weitere Ortschaften der Gemeinde sind:
Chabasów
Kajtanów
Kresy
Kurzaków
Lipówka
Michalinówka
Pećkelów
Piekło
Poduchowne
Podworzec
Sobków-Nida
Wymysłów
Wyspa
Zielonki
Łajzce
Ścięgna

## Verkehr
Im Gemeindegebiet liegen die Bahnhöfe Sobków und Miąsowa der Bahnstrecke Warszawa–Kraków.